# Pavľany
Pavľany es un municipio del distrito de Levoča en la región de Prešov, Eslovaquia, con una población estimada a final del año 2024 de 43 habitantes.
Se encuentra ubicado al suroeste de la región, cerca del río Hernád (cuenca hidrográfica del río Tisza) y de la frontera con la región de Košice.

## Demografía
| Año        | 1994 | 2004     | 2014     | 2024     |
| ---------- | ---- | -------- | -------- | -------- |
| Población  | 118  | 81       | 53       | 43       |
| Diferencia |      | −31,35 % | −34,56 % | −18,86 % |

| Año        | 2023 | 2024 |
| ---------- | ---- | ---- |
| Población  | 43   | 43   |
| Diferencia |      | +0 % |